# David Vincent
David Vincent, właśc. David Stuppnig, znany również jako Evil-D (ur. 22 kwietnia 1965) – amerykański wokalista i basista. Vincent znany jest z przede wszystkim z występów w zespole prekursorów death metalu Morbid Angel, którego był członkiem w latach 1986–1996 i 2004–2015. W 1988 i w latach 2011–2013 był członkiem formacji Terrorizer. Mąż Gen - wokalistki grupy Genitorturers, z którą również współpracował. 
W 2015 roku po odejściu z zespołu Morbid Angel podjął solową działalność artystyczną jako piosenkarz country.
Muzyk jest endorserem amerykańskiej firmy Dean, używa instrumentów z serii Demonator.

## Dyskografia
| Albumy solowe - Drinkin' With The Devil (2017, Chicken Ranch Records) Morbid Angel - Altars of Madness (1989, Earache Records) - Blessed Are the Sick (1991, Earache Records) - Covenant (1993, Earache Records) - Domination (1995, Earache Records) - Entangled in Chaos (1996, Earache Records) - Illud Divinum Insanus (2011, Season of Mist) |  | Inne - Terrorizer - World Downfall (1989, Earache Records) - Genitorturers - Sin City (1998, Steamhammer) - Genitorturers - Flesh is the Law (2001, G-Force Records) - Karl Sanders - Saurian Meditation (2004, Relapse, gościnnie) - Soulfly - Conquer (2008, Roadrunner Records, gościnnie) - Genitorturers - Blackheart Revolution (2009, G-Force Records) - Terrorizer - Hordes of Zombies (2012, Season of Mist) - Chaostar - Anomima (2013, Season of Mist, gościnnie) |

## Filmografia
- 666 - At Calling Death (1993, film dokumentalny, reżyseria: Matt Vain)
- Black Metal: The Music of Satan (2011, film dokumentalny, reżyseria: Bill Zebub)